# Kim Min-ho
Đây là một tên người Triều Tiên, họ là Kim.
Kim Min-Ho (sinh ngày 13 tháng 5 năm 1985) là một cầu thủ bóng đá Hàn Quốc.

## Sự nghiệp câu lạc bộ
Kim là một cầu thủ tuyển từ Đại học Konkuk, gia nhập Seongnam Ilhwa mùa giải 2007, nhiều lần ra sân trong mùa giải.  Sau đó anh chuyển đến Chunnam Dragons nhưng chỉ vài lần ra sân trong khoảng thời gian 2,5 năm ở câu lạc bộ mới.  Vào mùa hè năm 2010, Kim chuyển đến Daegu FC, đá trận đấu tiên cho đội bóng mới trong thất bại 3-1 trước Suwon Samsung Bluewings.

## Thống kê sự nghiệp câu lạc bộ
Tính đến 27 tháng 9 năm 2010
| Thành tích câu lạc bộ | Thành tích câu lạc bộ | Thành tích câu lạc bộ | Giải vô địch | Giải vô địch | Cúp     | Cúp       | Cúp Liên đoàn | Cúp Liên đoàn | Tổng cộng | Tổng cộng |
| Mùa giải              | Câu lạc bộ            | Giải vô địch          | Số trận      | Bàn thắng    | Số trận | Bàn thắng | Số trận       | Bàn thắng     | Số trận   | Bàn thắng |
| Hàn Quốc              | Hàn Quốc              | Hàn Quốc              | Giải vô địch | Giải vô địch | Cúp KFA | Cúp KFA   | Cúp Liên đoàn | Cúp Liên đoàn | Tổng cộng | Tổng cộng |
| --------------------- | --------------------- | --------------------- | ------------ | ------------ | ------- | --------- | ------------- | ------------- | --------- | --------- |
| 2010                  | Daegu FC              | K League              | 2            | 0            | 0       | 0         | 0             | 0             | 2         | 0         |
| Tổng cộng sự nghiệp   | Tổng cộng sự nghiệp   | Tổng cộng sự nghiệp   | 2            | 0            | 0       | 0         | 0             | 0             | 2         | 0         |